# And While We Were Here
And While We Were Here (Brasil: Enquanto Houver Amor ) é um filme de drama romântico de 2012 escrito e dirigido por Kat Coiro e estrelado por Kate Bosworth, Jamie Blackley e Iddo Goldberg. Foi filmado na ilha de Ischia. O filme estreou no Festival de Cinema de Tribeca de 2012 e exibido no Festival de Locarno. Foi lançado no Ultra VOD em 13 de agosto de 2012 e nos cinemas em 13 de setembro de 2013.

## Enredo
Jane (Kate Bosworth) e seu marido, Leonard (Iddo Goldberg), viajam para Nápoles, onde Leonard foi contratado para ensinar e executar com seu instrumento musical de escolha, o violoncelo. Jane e Leonard têm um casamento tenso, com Leonard, na crença de Jane, não sendo um marido solidário ou carinhoso. Jane está escrevendo uma espécie de livro de memórias sobre as experiências de sua avó nas guerras mundiais enquanto seu marido está trabalhando. Jane visita a ilha de Ischia para evitar o isolamento que enfrenta sozinha no quarto de hotel do casal. Enquanto caminhava, ela conhece o jovem e extrovertido Caleb (Jamie Blackley), de 19 anos, com quem ela encontra um conhecido. Os dois passam a tarde juntos e dividem um jantar mais tarde naquela noite. Caleb e Jane fogem do restaurante sem pagar fazendo Jane se sentir viva, antes de Caleb confessar a ela que ele pagou a conta quando foi ao banheiro. Caleb pergunta pelo telefone de Jane, mas ela se recusa e pega uma balsa de volta para seu quarto de hotel.
No dia seguinte, Jane e Leonard compartilham um almoço no qual mais tensão é mostrada, com Leonard não entendendo por que Jane tem tanto fascínio e inveja da vida de um adolescente "jovem, livre de cuidados". Enquanto ela diz isso, Caleb de repente chega ao restaurante e senta-se com o casal a convite de Jane. Leonard mostra sinais de suspeita dos dois e prontamente pede a conta. Os três caminham em direção ao trabalho de Leonard e Caleb os deixa, mas não antes de escrever seu endereço na mão de Jane, apesar de Leonard apontar que ele tem um pedaço de papel. Jane e Leonard se despedem um do outro e Jane vai embora e encontra Caleb novamente. Jane pergunta a Caleb se ele está seguindo-a até o que ele pergunta se isso seria estranho. Os dois caminham juntos e Caleb confessa a Jane que ele não conseguia dormir depois de conhecê-la e realmente planejava esbarrar nela para que ele pudesse vê-la novamente. Os dois compartilham um beijo apaixonado. No entanto, Jane logo se afasta e questiona os motivos de Caleb antes de sair e dizer-lhe para não segui-la. Jane vai para casa tomar um banho, mas anota o endereço de Caleb em seu caderno para que ela não perca quando tomar banho.
Jane tenta reacender a faísca em seu casamento e tenta iniciar a intimidade entre os dois, mas Leonard a rejeita, em vez disso, concentrando-se em seu trabalho. Mais uma vez, Jane começa a ver as rachaduras em seu casamento e logo segue o endereço em seu livro para encontrar Caleb. Os dois compartilham um dia de caminhada, dança e natação pela ilha antes que os dois transem em sua casa. Jane volta para seu quarto de hotel e marido na manhã seguinte, onde ele a repreende por permitir que ele se preocupasse com ela, especialmente quando ela diz que estava andando a noite toda. Jane diz a Leonard que eles precisam conversar, mas ele insiste que ele precisa ir trabalhar.
Naquela noite, quando Leonard chega em casa eles brigam e Jane confessa seu caso para ele. Leonard está com raiva no início, jogando um copo na parede, mas logo pede a Jane para fazer o que ela precisa fazer. Ele também pede a ela para encontrá-lo na estação de trem dia seguinte para que possa sair do país juntos e remendar seu casamento, sem culpa e sem perguntas.
Jane passa a manhã seguinte com Caleb, mas decide deixá-lo e rejeitar sua oferta de viajar com ele. Jane aparece na estação de trem onde Leonard está esperando. Leonard sorri, mas também aponta que ela está do lado errado dos trilhos e precisa atravessar para que eles possam sair juntos. Jane sorri de volta com uma pitada de tristeza e um trem vem e bloqueia a visão de Leonard sobre Jane. Quando o trem parte, Jane também se foi, implicando que ela entrou no trem e deixou Caleb e Leonard, deixando o último sozinho na estação de trem.

## Elenco
- Kate Bosworth como Jane
- Jamie Blackley como Caleb
- Iddo Goldberg como Leonard
- Salvatore de Vita como taxista
- Anthony Migliaccio como ladrão de carteira
- Giuseppe di Iorio como mecânico de scooters
- Carlo di Meglio como velho
- Adamo Galano como garçom #1
- Marco Trofa como garçom #2

## Produção
Coiro escolheu filmar na ilha de Ischia porque um de seus produtores tinha uma casa lá onde eles podiam filmar partes do filme. Enquanto escrevia o roteiro, ela usou o Google Earth para encontrar locais interessantes e um em Ischia, ela e a equipe de filmagem chegavam e filmavam ilegalmente nesses locais sem pedir permissão.
O filme foi filmado em cores, mas a diretora Coiro e seu diretor de fotografia queriam que ele fosse exibido em preto e branco. O filme foi exibido em festivais de cinema em preto e branco, mas Coiro decidiu finalmente lançar o filme nos cinemas em cores para não limitar seu público potencial.

## Recepção
No site Rotten Tomatoes, o filme tem uma classificação de 43% com base em 21 críticos, com uma classificação média de 4.7/10. No Metacritic, o filme tem uma pontuação de 48 em 100 com base nas análises de 24 críticos, indicando "análises mistas ou médias".
Stephen Holden, do The New York Times, escreveu "A crise conjugal no coração [do filme] perdeu seu peso alegórico. Jane e Leonard são apenas mais um casal infeliz com problemas que nada têm a ver com a direção da civilização ocidental".
Annlee Ellington, do Los Angeles Times, teve uma visão diferente do filme. Sua reação a isso foi "É crédito de Coiro que ninguém emerge como um vilão - e que, por mais doloroso que seja, do outro lado está a esperança". 
Nick Schager de The A.V. Club havia comparado o filme com Before Sunrise de Richard Linklater chamando And While We Were Here de derivado. Ele também elogiou a atriz principal, Kate Bosworth, chamando-a de "comprometida", mas também afirmando que "em última análise, não há um papel real para ela interpretar, como seus co-estrelas masculinos", acrescentando que "ela está simplesmente presa incorporando uma série de poses clichês".
Wes Greene, da Slant Magazine, deu a And While We Were Here uma estrela de quatro e comparou o filme a outro drama romântico, Romance na Itália, de Roberto Rossellini.
Enquanto participava do Festival de Cinema de Tribeca, Frank Scheck, do The Hollywood Reporter, disse que "o filme é, infelizmente, este conto de um romance ilícito entre uma mulher casada infeliz e um homem mais jovem que trafica em muitos clichês do gênero, começando com seu local idílico".
De acordo com John Anderson da Variety, "Entre os pilares arquitetônicos da Itália renascentista e Kate Bosworth, Kat Coiro pendura um conto delicado de amor arruinado e libertação com And While We Were Here. 